# Антигонон тонковатый
Антигонон тонковатый (лат. Antigonon leptopus) — ползучее цветковое растение, вид рода Антигонон (Antigonon) семейства Гречишные (Polygonaceae), произрастающее в Мексике и Гватемале.

## Ботаническое описание

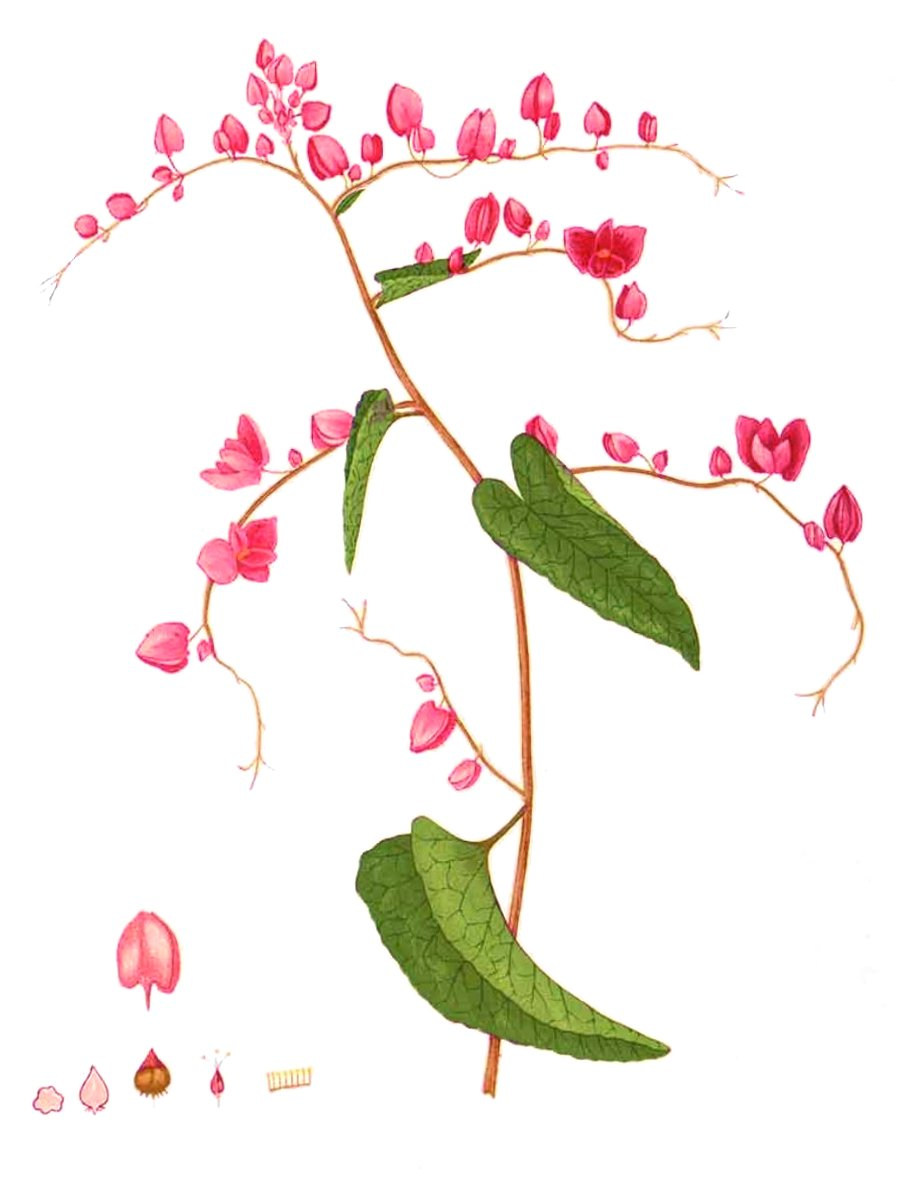
Иллюстрация (1880 или 1883 год)

Антигонон тонковатый — многолетняя быстрорастущая вьющаяся лиана, которая держится за опору усиками и может достигать более 7 м в длину. Основание ствола с возрастом может одревеснеть. Удлинённые тёмно-зелёные морщинистые волнистые листья очередные, заострённые, от треугольных до сердцевидных, стреловидные, с волнистым цельным или зубчатым краем и достигают длины от 10 до 16 см. Гладкие сверху и слегка опушённые снизу. Цветки собраны в метёлки, расположенные вдоль ствола. Гермафродитные и черешковые цветки диаметром от 0,4 до 2,0 см находятся в длинных кистях. Цвет большинства пяти неравных листочков околоцветника варьируется от светло-розового до тёмно-розово-красного. Обычно 8 относительно коротких и неравномерно длинных тычинок в основании сросшиеся трубчатые. Нектар, обильно выделяемый у основания тычинок, привлекает самых разных опылителей (пчёл, мух, бабочек и колибри). Сверху одинарная завязь с тремя короткими пестиками. Цветёт с весны до осени розовыми цветками, образует подземные клубни и крупные подвои. Существует также разновидность с белыми цветками (Antigonon leptopus 'Alba'). Это плодовитый производитель семян, которые способны распространяться по воде. Плоды и семена потребляются и распространяются самыми разнообразными животными, включая свиней, енотов и птиц. Если растение обрезано или повреждено морозом, оно может вновь вырастать от клубней. Число хромосом колеблется от 2n = 14 до 40–48.

Антигонон тонковатый
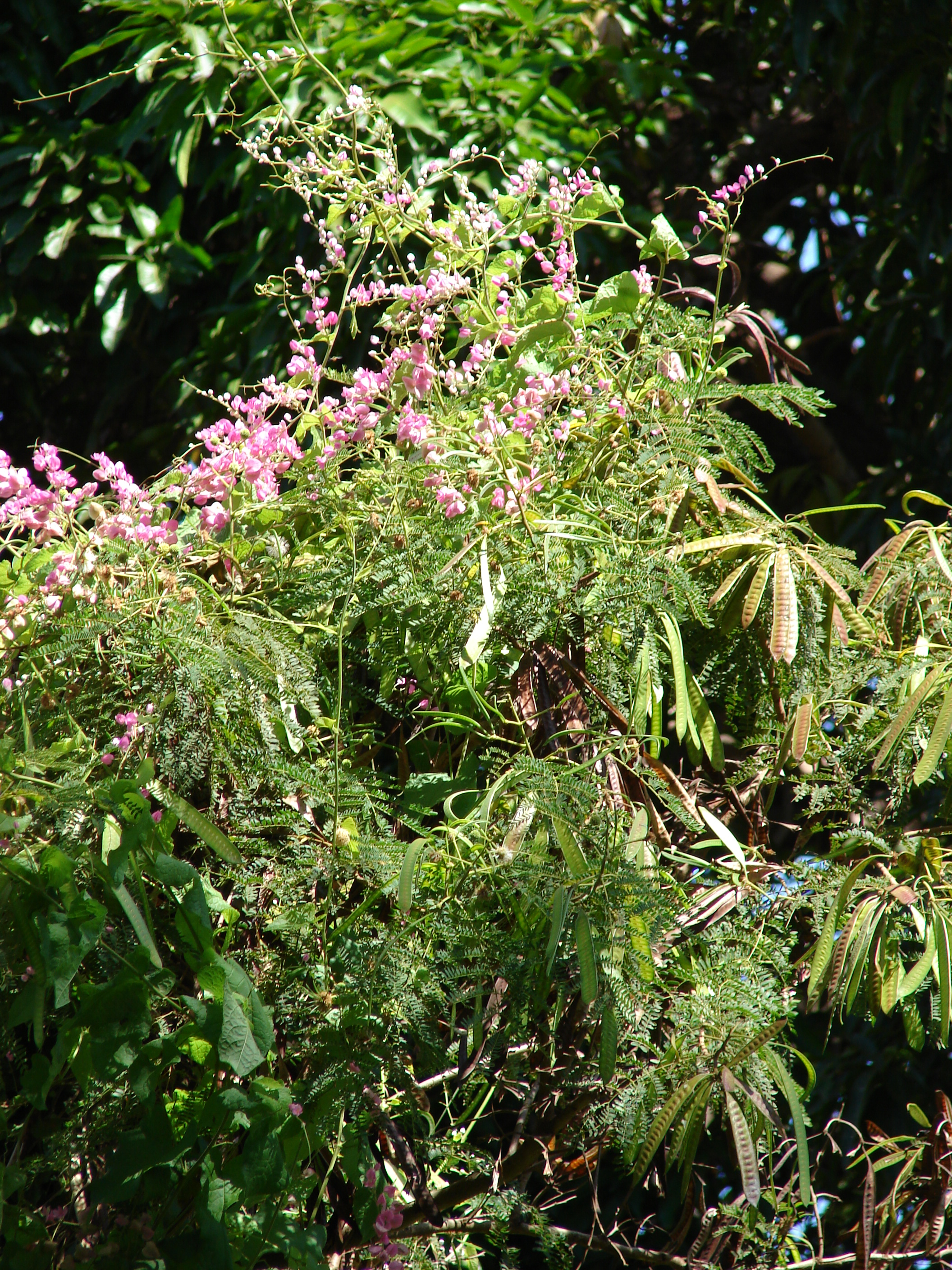
Общий вид (Гавайи)
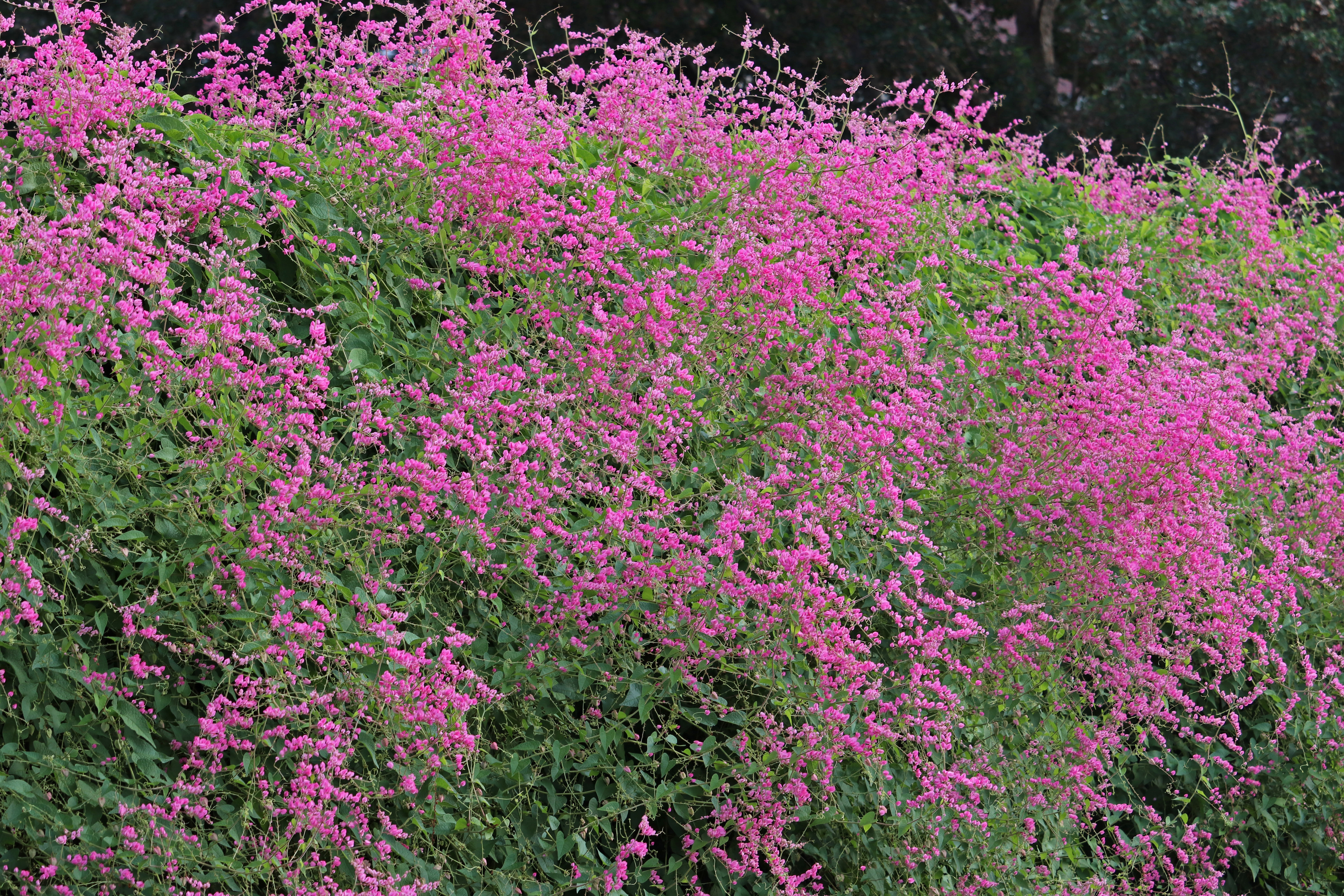
Общий вид
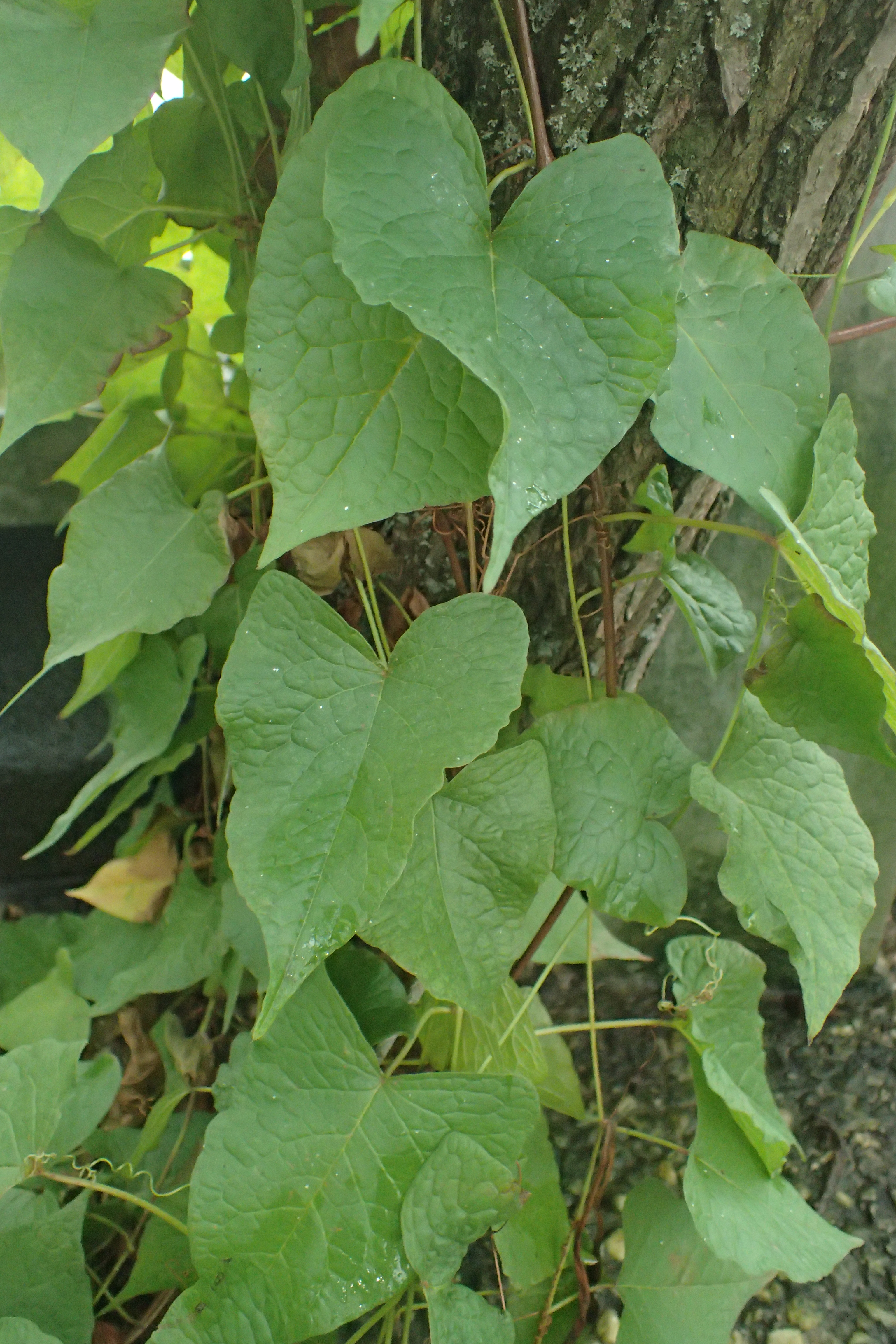
Листья
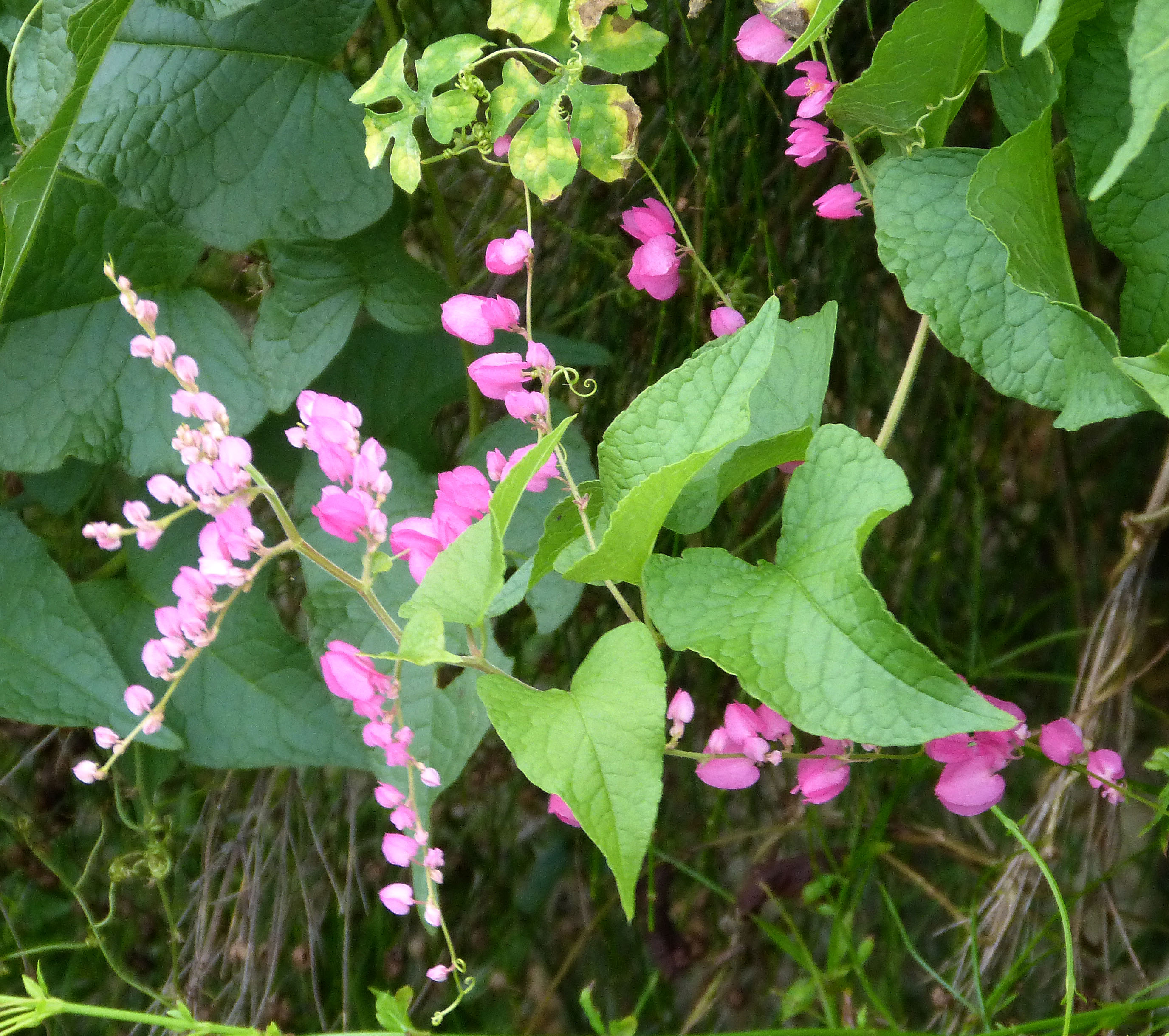
Листья и цветки

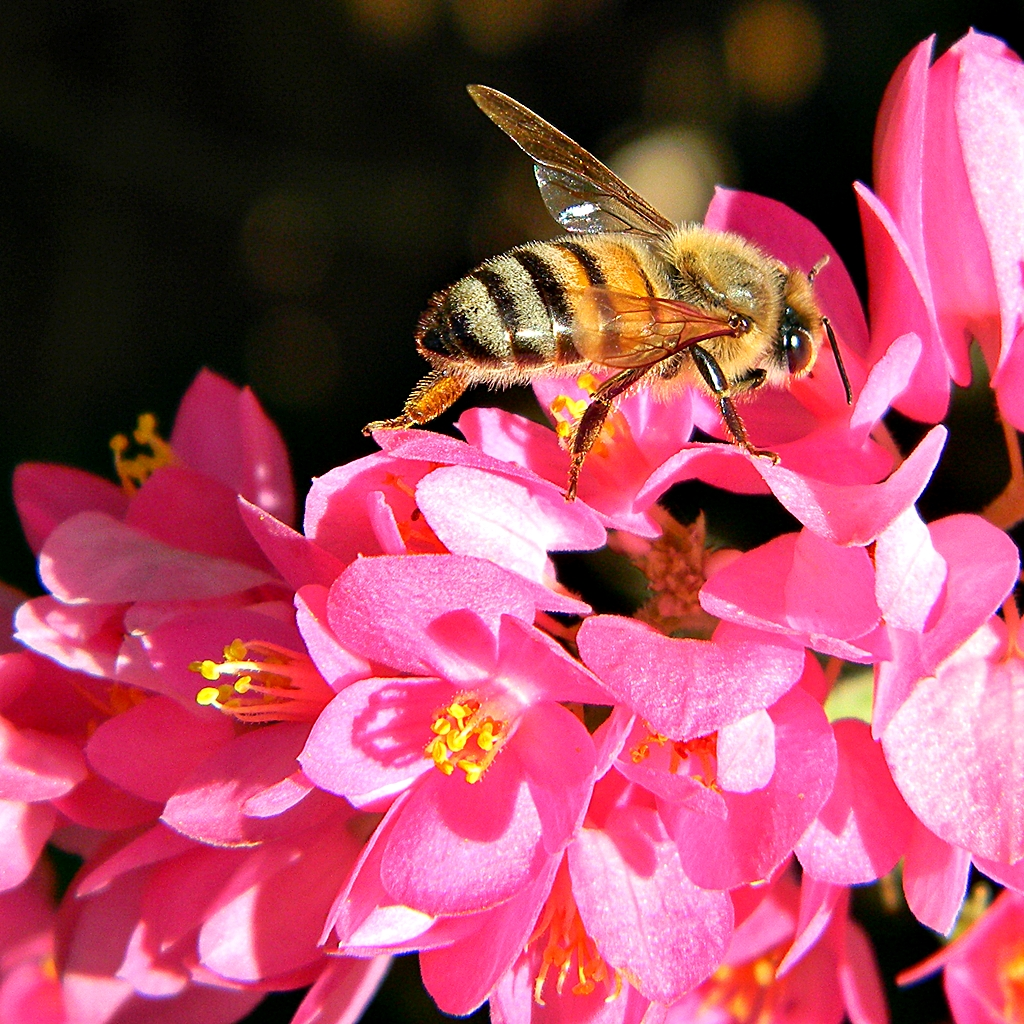
Цветущий антигонон тонковатый
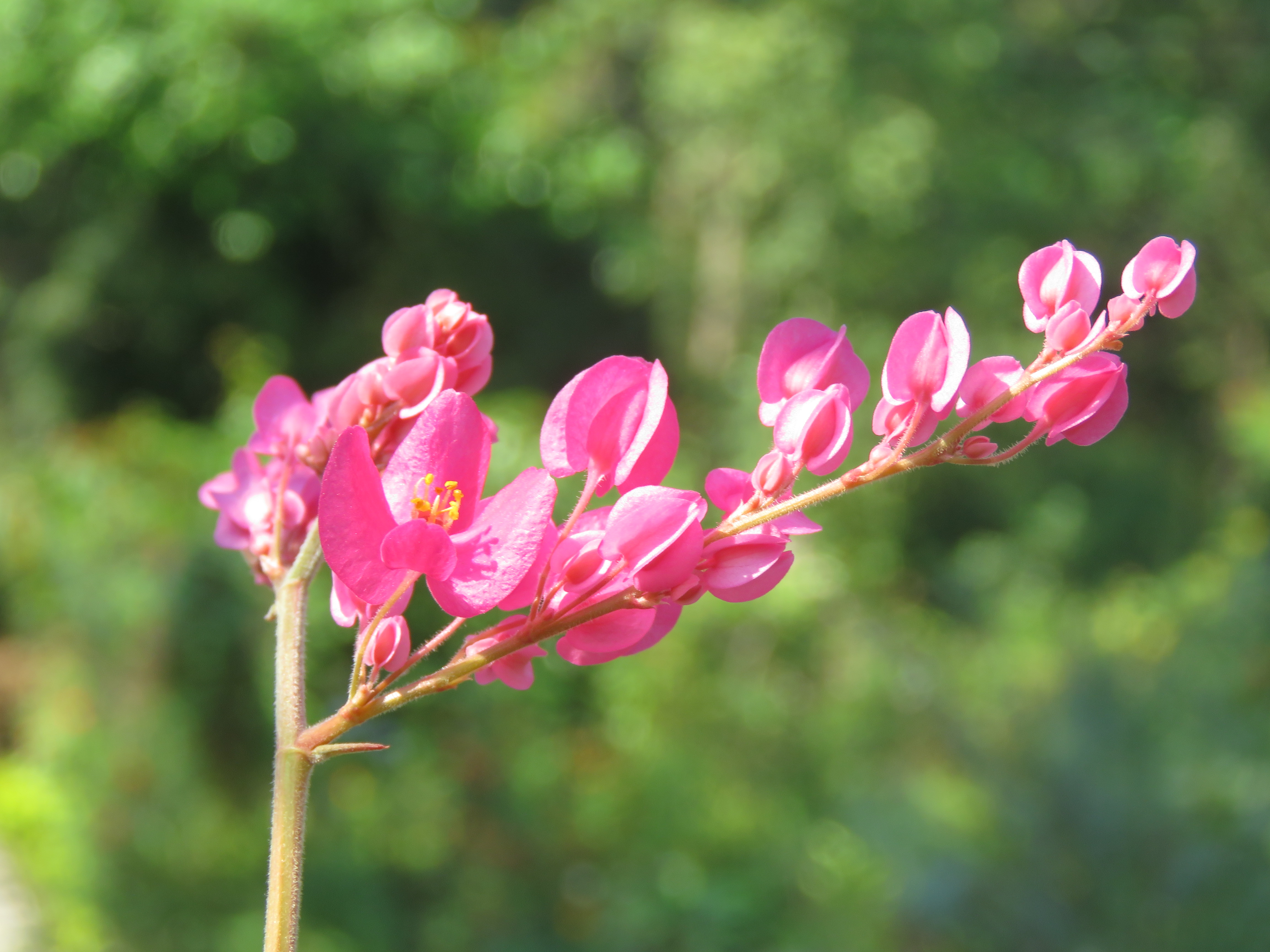
Соцветие
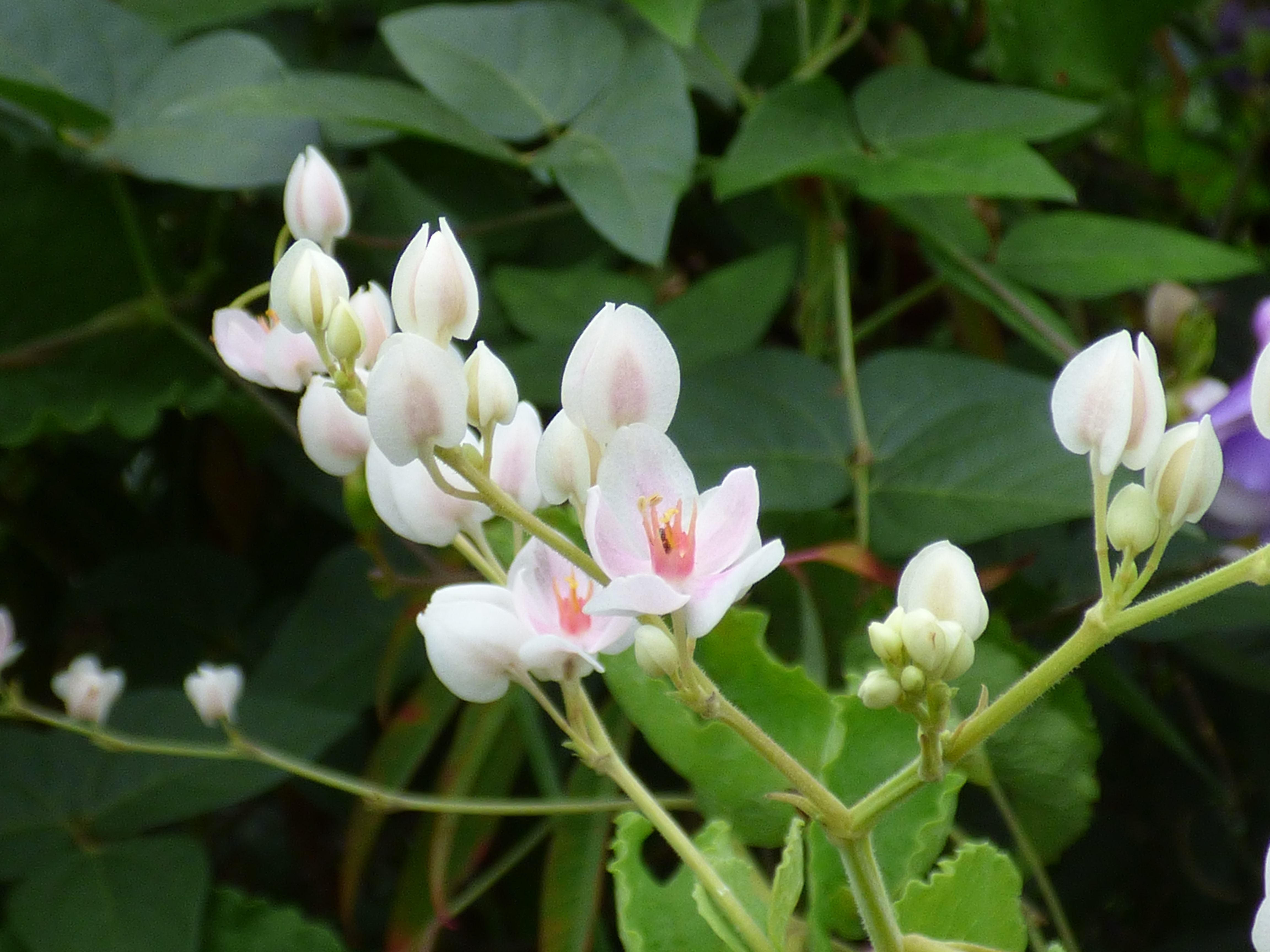
Белая разновидность
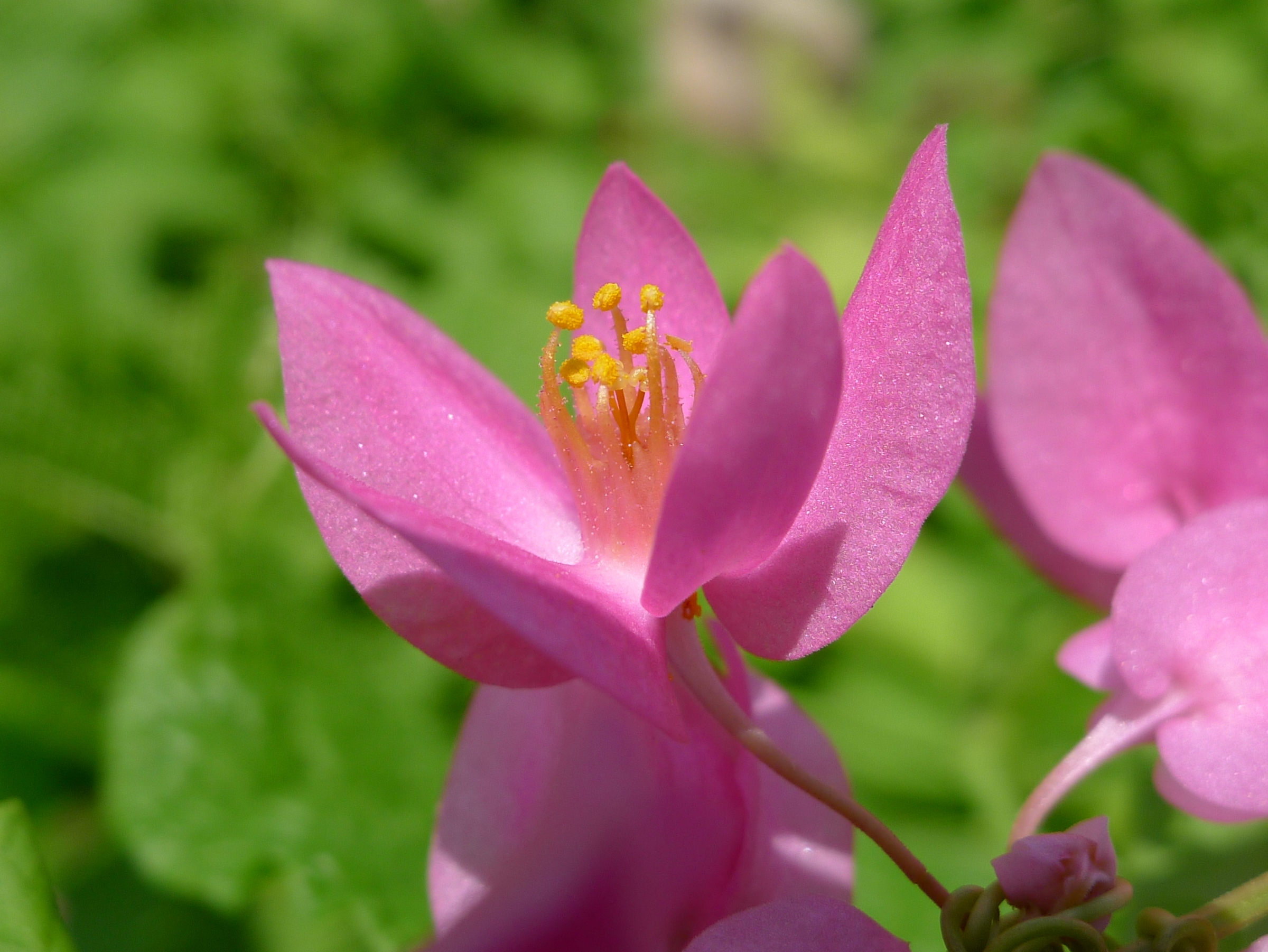
Цветок

## Распространение и местообитание
Антигонон тонковатый произрастает в Мексике и Гватемале в регионах, расположенных ниже 1000 м над уровнем моря. Этот вид относительно устойчив к засухе и процветает на самых разных почвах. Предпочтительный pH почвы составляет от 5,0 до 5,5. Предпочитает в основном солнечные места, но способен расти в полутени.
Как декоративное растение ценится за свои цветки, его часто высаживают в тропических и частично субтропических районах по всему миру. Было показано, что антигонон тонковатый является инвазивным видом, который может вытеснять местную растительность, особенно на таких островах, как Гуам, Остров Рождества, Синт-Эстатиус или Фиджи.

## Использование
Плоды Антигонона тонковатого готовили для употребления в пищу аборигенами Нижней Калифорнии способом, чем-то напоминающим приготовление попкорна. Семена поджаривали, помещая их в плоскую корзину из гибких веток, разорванных на полоски и сплетенных так, чтобы получилась прочная поверхность. Сверху на семена клали горящие угли и обеими руками встряхивают корзину, так что угли наталкиваются на семена, поджаривая их, но не сжигая корзину. По окончании обжаривания угли убирались. При таком способе приготовления большая часть семян лопается, обнажая белую мучнистую сердцевину. Затем семена отделяли от шелухи, подбрасывая их в воздух вместе с корзиной, подобно тому как просеивают пшеницу. После этого семена измельчали и полученную муку использовали в пищу. Кроме того, семена можно отваривать и готовить жареные лепешки. Кроме этого, Антигонон тонковатый используют для приготовления чая. Его используют как лекарственное растение при простуде, менструальных болях и многих других симптомах.

## Инвазивный вид
Антигонон тонковатый внесёх в список инвазивных экзотических растений категории II Советом Флориды по борьбе с вредителями.
Инвазия этого растения на Карибском острове Синт-Эстатиус значительно увеличило численность членистоногих и вызвало гомогенизацию биотики.